# Svjetsko prvenstvo u atletici 2025.
XX. svjetsko prvenstvo u atletici održat će se prema rasporedu u Tokiju 2025. godine.

## Domaćinstvo
Mnoge države u Africi i Oceaniji izrazile su zanimanje za domaćinstvo prvenstva. Predsjednik Međunarodnoga atletskog saveza (IAAF) Sebastian Coe već se zanimao za razmatranje Kenije za 2025. godinu. Mogući kandidati bili su:
- Kenija (Nairobi)[3]
- Australija (Gold Coast, Queensland)[3]

## Vanjske poveznice
- Službena stranica IAAF–a  Arhivirana inačica izvorne stranice od 11. studenoga 2019. (Wayback Machine)